# Patrício Xavier de Moura e Brito
Patrício Xavier de Moura e Brito, O.S.A. (Setúbal, 3 de agosto de 1800 – Lisboa, 19 de setembro de 1872) foi um frade e prelado da Igreja Católica português, pertencente à Ordem de Santo Agostinho, que serviu como bispo de Cabo Verde e do Funchal.

## Biografia
Foi ordenado padre em 9 de fevereiro de 1823. Em 5 de junho de 1848, D. Patrício Xavier de Moura e Brito foi nomeado bispo de Cabo Verde, tendo o seu nome sido confirmado pela Santa Sé em 11 de dezembro do mesmo ano e foi consagrado em 10 de junho de 1849.
Em 11 de dezembro de 1858 foi eleito para a Diocese do Funchal, sendo o seu nome confirmado em 15 de abril de 1859. Enquanto Bispo do Funchal, escreveu ao Papa Pio IX, levando o seu descontentamento com a instituição do casamento civil em Portugal com o Código Civil Português de 1867 de 1 de julho.
Veio a falecer em Lisboa, em 19 de setembro de 1872.